# Train de jus d'orange

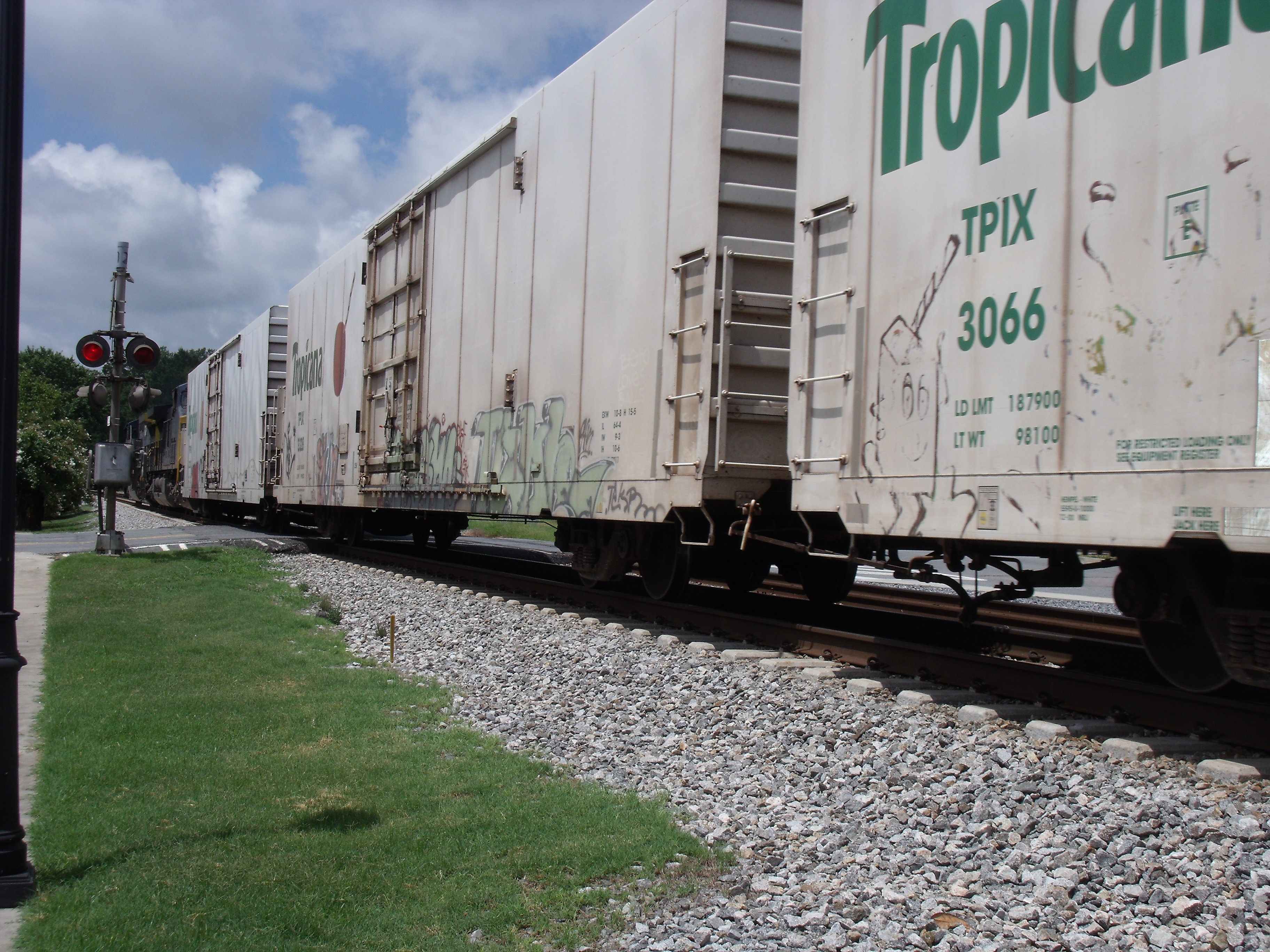
Train "Juice Train" en 2009.

Le train de jus d'orange (Juice Train ou Orange Juice Train) est le nom populaire donné aux trains-blocs de la marque de boissons Tropicana qui transportent du jus d'orange frais sur les chemins de fer aux États-Unis.

## Historique
Tropicana est fondée en 1947 à Bradenton, en Floride, par Anthony Talamo Rossi, un immigrant italien, passant de 50 employés à plus de 8000 en 2004. Au départ, la distribution de bocaux de jus d'orange frais est effectuée par livraison avec remise en mains propres aux maisons voisines, mais la demande augmente, en particulier à New York. En 1957, un navire, le SS Tropicana livre 1,5 million de gallons US (5700 m3) de jus à New York chaque semaine.
En 1970, le jus d'orange Tropicana est expédié en vrac par wagons par aller-retour hebdomadaire de la Floride à Kearny, New Jersey. Dès l'année suivante, la compagnie exploite deux unités de 60 wagons par semaine, emportant chacun environ 1 million de gallons US (3800 m3) de jus.
Le 7 juin 1971, le Grand Train de jus blanc (« Great White Juice Train ») est le premier train dans l'industrie alimentaire, composé de 150 wagons de 100 tonnes, isothermes et fabriqués à Alexandrie, en Virginie et rachetés aux producteurs de fruits (Fruit Growers Express). Il entre en service sur 1250 miles (2012 km) de voies ferrées. 100 autres wagons sont rapidement intégrés à flotte, et de petites unités de réfrigération mécaniques sont installées pour maintenir la température constante lors des journées chaudes. Tropicana économise ainsi 40 millions de dollars sur les seuls coûts de carburant pendant les dix premières années.

## Trajet
Partant de Seaboard Coast Line Railroad (SCL) au sud de Tampa, en Floride, le tracé de l'époque utilise les anciennes voies du Seaboard Air Line Railroad (SAL) et du Atlantic Coast Line Railroad (ACL). Il passe par les voies du Richmond, Fredericksburg and Potomac Railroad (RF & P) à Richmond, en Virginie, au quai n°5 du James River Bridge. Au centre ferroviaire de Potomac Yard (en) à Alexandrie en Virginie, la Penn Central Transportation (en) (PC) l'a repris et exploité sous caténaire avec des locomotives électriques.

## Évolution
Des changements surviennent au cours des années. Tropicana, devenue une division de PepsiCo, est devenu le premier producteur mondial de jus de fruits. En 1976, Conrail (CR) succède à Penn Central en reprenant l'électrification abandonnée en 1981. SCL devient une partie de CSX Corporation (CSX) en 1980, et est successivement fusionné avec Seaboard System Railroad (SMD) et CSX Transportation, qui comprend également RF & P depuis 1991. En 1997, un deuxième train de jus d'orange commence à desservir Cincinnati, en Ohio. Quand CSX acquiert une partie de Conrail en 1999, un train de la compagnie CSX dessert une nouvelle usine plus grande à Jersey City (New Jersey) en empruntant la ligne de fret National Docks Secondary (en).

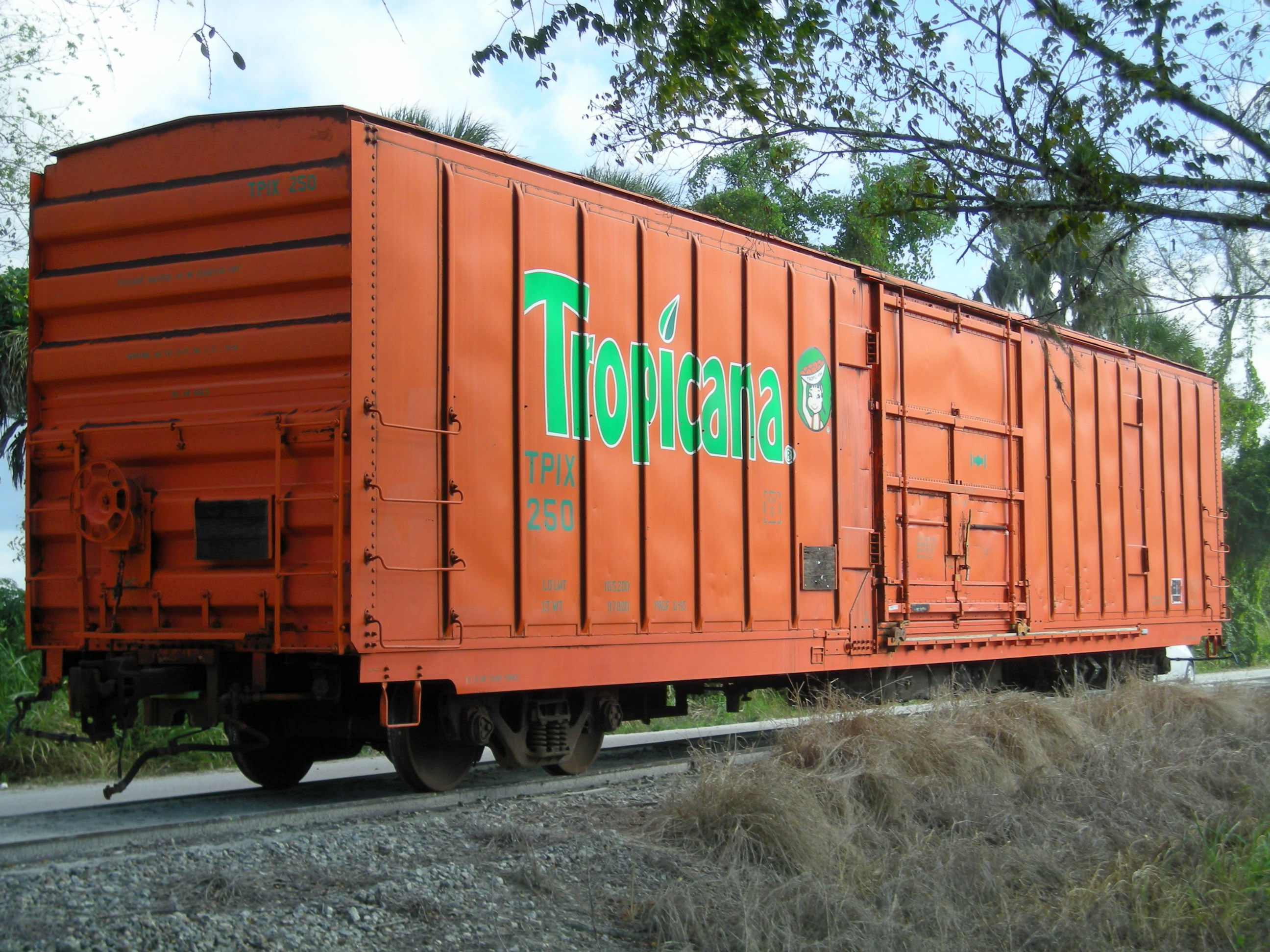
Ancien wagon orange réfrigéré Tropicana, peu de temps après avoir été donné au Florida Gulf Coast Railroad Museum.

Le matériel roulant change également, incluant aux wagons orange et blancs, des wagons bleus, et certaines avec un système de réfrigération novateur. Le Florida East Coast Railway (FEC) transporte actuellement les wagons Tropicana d'une deuxième usine de transformation dans l'est de la Floride. Non seulement les trains de jus de fruits sont un mode de transport fiable et économiquement viable, mais également un outil promotionnel grâce aux dix voyages par semaine à Jersey City et Cincinnati. Des livraisons supplémentaires avec des voitures frigorifiques spécialement équipées voyagent maintenant sur 3 000 miles (4800 km) par chemin de fer en Californie. Tropicana avait sa propre locomotive GE 70-ton, (n°98) pour transporter les voitures à destination du New Jersey. Elle a depuis été donnée à la Société Historique des chemins de Fer des États-Unis (The United Railroads Historical Society).